# Зелёная (Каменский район)
Зелёная — деревня в Каменском районе Тульской области России.
В рамках административно-территориального устройства входит в Яблоневский сельский округ Каменского района, в рамках организации местного самоуправления включается в Яблоневское сельское поселение.

## География
Расположена у истоков ручья Студёного (впадающего в р. Красивая Меча), в 10 км к юго-востоку от райцентра, села Архангельское, и в 111 км к югу от областного центра, г. Тулы. 

## История
В 1961 году указом Президиума Верховного Совета РСФСР деревня Гнилуши переименована в Зелёная.

## Население
| 2010 |
| ---- |
| 0    |